# What Is This Thing Called Love
What Is This Thing Called Love is een nummer van de Britse indierockband Editors uit 2014. Het is de vijfde single van hun vierde studioalbum The Weight of Your Love.
In de eerste instantie schreef frontman Tom Smith dit nummer vanwege een weddenschap: hij wilde laten zien dat hij een liedje voor een voormalig X Factor kandidaat kon schrijven. Dat ging uiteindelijk niet door, dus hield Tom het nummer voor zijn eigen band. Het nummer is een ballad, die gaat over een verloren liefde. Volgens Smith wil het feit dat hij op dat moment zelf niet recentelijk gescheiden was, niet zeggen dat hij geen verdrietige liedjes kon schrijven. Smith zingt het nummer met een kopstem, iets wat hij niet eerder deed. "What Is This Thing Called Love" bereikte enkel de hitlijsten in Vlaanderen, waar het de 7e positie haalde in de Tipparade.